# Gott schützt die Liebenden (1973)
Gott schützt die Liebenden ist ein deutscher Spielfilm aus dem Jahr 1973. Die von Alfred Vohrer inszenierte Verfilmung des gleichnamigen Romans von Johannes Mario Simmel wurde am 4. Oktober 1973 im Kino Rex in Mainz uraufgeführt.

## Handlung
Der Ingenieur Paul Holland macht seiner Freundin Sybille kurz vor einer beruflichen Reise einen Heiratsantrag, den diese annimmt. Als Paul nach Berlin zurückkehrt, ist Sybille spurlos verschwunden. Die Polizei nimmt Pauls Vermisstenanzeige kaum ernst. Am Abend trifft Paul in Sybilles Wohnung auf einen Unbekannten, der ihn mit einer Schusswaffe bedroht. Paul gelingt es, den Eindringling in die Flucht zu schlagen. Da wird Pauls Aufmerksamkeit auf eine Nachricht auf dem Anrufbeantworter gelenkt. Er erfährt von einer Adresse in Wien, wohin seine Verlobte gereist sein muss.
Paul Holland macht sich kurzerhand selbst auf den Weg dorthin. Die Spur führt ihn in eine Villa, in der ein Toter liegt. Vor dem Haus kann Paul einen gerade abfahrenden Wagen aufhalten. Bei der Fahrerin handelt es sich um Sybille, die Paul niederschlägt und die Flucht ergreift. Gegenüber der wenig später eintreffenden Polizei verschweigt Paul, dass seine Verlobte am Tatort war. Er ahnt nicht, dass Kommissar Putulski Kontakt zu Sybille hat und sogar weiß, dass sie sich in Wien aufhält. Im Hotel erhält Paul eine Nachricht von Sybille, die er spät abends trifft. Statt jedoch auf seine Fragen einzugehen, bittet sie Paul eindringlich darum, nach Berlin zurückzukehren. Sie würde nach einiger Zeit nachkommen und alles erklären. Dann verschwindet Sybille im Dunkeln. Noch in derselben Nacht taucht sie mit Putulski Hilfe in einem Kloster unter.
Am nächsten Tag wacht Paul in der Wohnung einer Frau auf, die sich Anna nennt. Um Paul auf der Suche nach seiner Verlobten zu helfen, macht Anna ihn mit einem Freund bekannt. Der verlangt zunächst 5.000 DM, die Paul bis zum nächsten Morgen besorgen will. Als Paul ins Hotel zurückkehrt, wird er bereits von Putulski erwartet. Der Beamte berichtet Paul nun ausführlich über Sybille, die eigentlich Viktoria Brunswick heißt und als verdeckte Ermittlerin bei der Polizei arbeitet. In dieser Funktion sollte sie vor fast zwei Jahren eine italienische Mafiafamilie aufspüren, die ihr Operationsgebiet in die Gegend um Barcelona verlagert hatte. Um das Versteck von „La Mamma“, dem Familienoberhaupt Signora Trenti, ausfindig zu machen, erhielt Viktoria einen heiklen Auftrag: Sie sollte zum Schein eine Beziehung mit Emilio Trenti, dem jüngsten Sohn der Familie, beginnen.
Schon nach kurzer Zeit musste Viktoria feststellen, dass sie sich ernsthaft in Emilio verliebt hat. Beide wollten heiraten, obwohl Emilios Halbbrüder Vittorio und Ricardo strikt dagegen waren. Außerdem musste Emilio noch ein bestehendes Verlöbnis mit einer gewissen Laura auflösen. Wenige Tage bevor Viktoria der Mutter vorgestellt werden sollte, quittierte sie den Polizeidienst. Den Beamten gelang es dennoch, das Versteck der Mafiafamilie auszuheben. Signora Trenti kam dabei im Kugelhagel ums Leben. Den entscheidenden Tipp hatte allerdings die eifersüchtige Laura geliefert, die den Verdacht auf Viktoria lenkte, um doch noch Emilio zu heiraten. Um Viktoria vor der Rache der Trentis zu schützen, tauchte sie unter dem Namen Sybille Loredo in Berlin unter. Nachdem sie dort Paul kennengelernt hatte, wurde sie von den Trentis ausfindig gemacht. Sybille reiste dann nach Wien, um sich mit Emilio zu treffen und ihn von ihrer Unschuld zu überzeugen. In einer Villa kam es zu einer letzten Aussprache, bei der Laura als Verräterin entlarvt wurde. Diese sah schließlich keinen anderen Ausweg, als Emilio zu erschießen. Genau in jenem Moment traf Paul auf dem Anwesen ein.
Paul berichtet Kommissar Putulski von seiner abendlichen Verabredung mit Anna, bei der es sich in Wahrheit um Laura handelt. Der Ermittler bittet Paul, sich mit ihr zu treffen und weiterhin den Ahnungslosen zu spielen. Durch einen fingierten Brief, den Paul Laura zeigt, kann zunächst Vittorio Trenti in eine Falle gelockt und verhaftet werden. Auch bei der Ergreifung Lauras soll Paul noch einmal eingespannt werden. Er trifft sich mit ihr zu einem Spaziergang, weicht jedoch von der mit der Polizei vereinbarten Wegstrecke ab, um sie zu einem freiwilligen Geständnis zu bewegen. Gerade als Paul von einer Telefonzelle mit Putulski und Sybille spricht, wird er von Laura kaltblütig erschossen. Es fällt aber noch ein weiterer Schuss. Er stammt aus der Waffe von Ricardo und trifft Laura tödlich.

## Entstehungsgeschichte

### Dreharbeiten

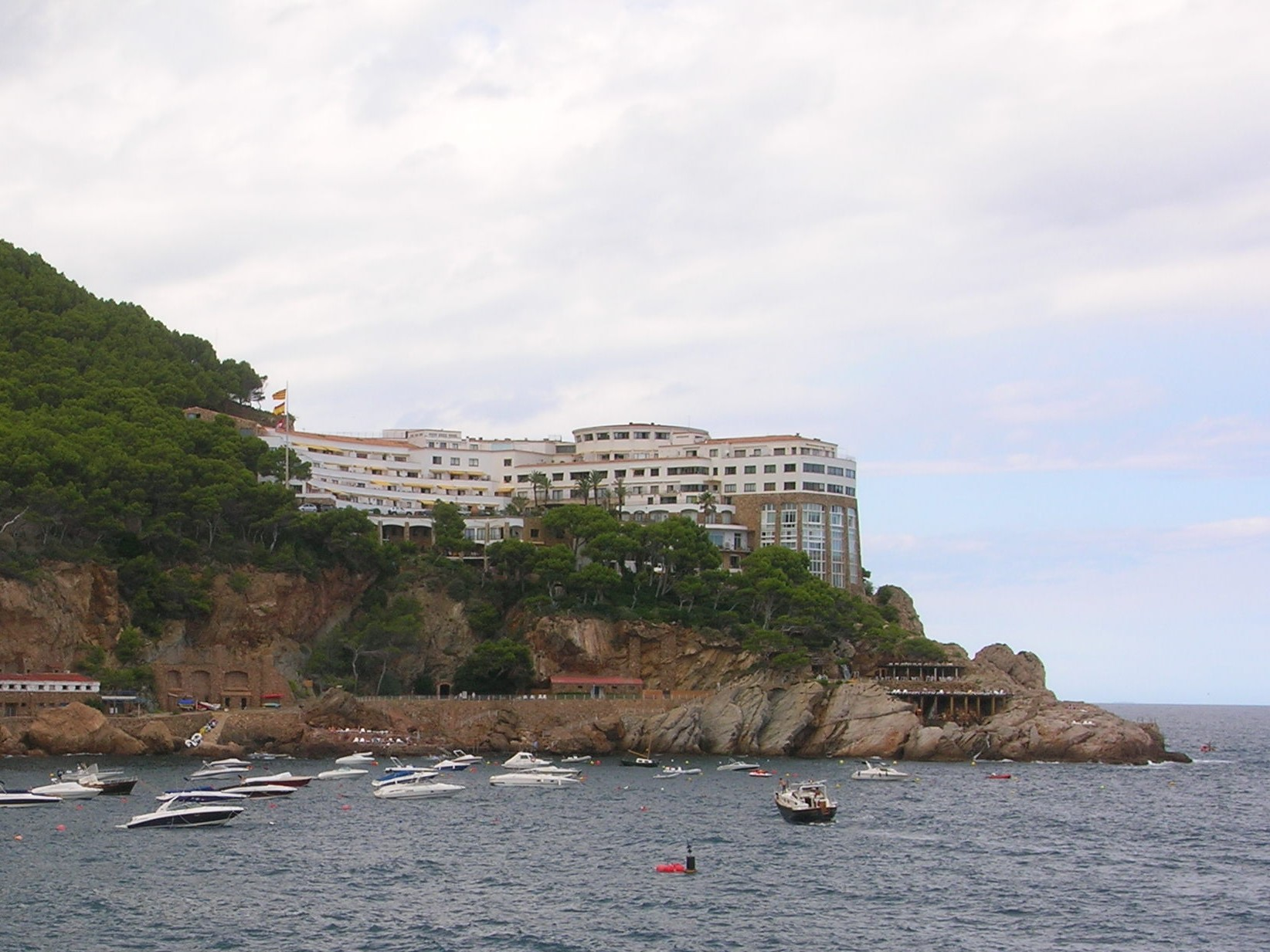
Das damalige Hotel Cap Sa Sal bei Begur war einer der Drehorte in Spanien.

Gott schützt die Liebenden war bereits die fünfte Verfilmung nach einer Vorlage von Johannes Mario Simmel, die Produzent Luggi Waldleitner in Zusammenarbeit mit Regisseur Alfred Vohrer und Drehbuchautor Manfred Purzer auf die Leinwand brachte. Außerdem hatte man 1972 die Puschkin-Adaption Und der Regen verwischt jede Spur in einem ähnlichen Stil verwirklicht.
Der an Originalschauplätzen in West-Berlin (u. a. Flughafen Berlin-Tempelhof), Wien, München (Hotel Königshof) und Spanien (u. a. Barcelona, Hotel Cap Sa Sal bei Begur) gedrehte Film Gott schützt die Liebenden entstand in Koproduktion zwischen Waldleitners Roxy-Film und der ebenfalls in München ansässigen Paramount-Orion Film. Außerdem wirkten Azor Films in Madrid und Zafes Film in Rom als Dienstleistungspartner an der Herstellung des Films mit. Die Dreharbeiten fanden vom 28. April bis zum 16. Juni 1973 statt. Für die Kostüme war Margot Schönberger verantwortlich. Regieassistentin war Eva Ebner.

### Filmmusik
Die Filmmusik stammt aus der Feder von Hans-Martin Majewski. Die Titelmelodie erschien im Jahr 2003 unter dem Titel Love Theme auf der CD Hans-Martin Majewski – Deutsche Filmkomponisten Folge 10.

## Rezeption

### Veröffentlichung
Gott schützt die Liebenden wurde am 4. September 1973 von der FSK ab 12 Jahren freigegeben und am 4. Oktober desselben Jahres im Kino Rex in Mainz uraufgeführt. Der Verleih Cinema International Corporation, der den Film in der Bundesrepublik vermarktete, versprach im Trailer eine „von Alfred Vohrer hinreißend verfilmt[e]“ Produktion.
Im deutschen Fernsehen wurde der Film erstmals am 8. Dezember 1978 im ZDF ausgestrahlt. Der Film erschien außerdem als Videokassette (Taurus Video) und im Jahr 2013 auf DVD.
Der Film konnte auch im Ausland vermarktet werden und lief dort unter anderem unter den folgenden Titeln:
- Italien: Ordine Interpol: senza un attimo di tregua
- Spanien Orden de Interpol: sin un momento de tregua

### Kritiken
„Ehe der Wallace- und Simmel-Spezialist Alfred Vohrer völlig in öder Routine versank, hat er sich mit seinem jüngsten Simmel-Werk „Gott schützt die Liebenden“ in einer Art künstlerischem Kraftakt zu neuem Ansehen verholfen. Der fünfte nach einem Buch des berühmten Bestsellerfabrikanten gedrehte Film geriet ihm am besten. Sorgsame Schauspieler- und Kameraführung, eine übersehbare Handlung, gutdosierte Spannung und der für Simmel so typische Duft nach Weite ergaben diesmal die richtige Mischung. Gehüllt in matte Farben und melancholische Musik läuft das Melodram bis zu seinem bitteren Ende über die Leinwand. Neben den beiden Hauptdarstellern Harald Leipnitz und Gila von Weitershausen gibt es eine Reihe weniger populärer Schauspieler, die, als Typ überlegt eingesetzt, ihr Können beweisen. […] Inmitten dieser Schar guter und sehr guter Mimen wirkt das Ex-Engelchen Gila von Weitershausen ein bißchen blaß. Wer Unterhaltung und Spannung im Kino sucht, hier findet er beides in guter Qualität. Vielleicht nicht der beste Simmel, wahrscheinlich aber der beste Vohrer.“

„Aufwendige Kolportage mit dummer, unglaubwürdiger Handlung in sehr mäßiger Inszenierung.“

## Auszeichnungen
Die Deutsche Film- und Medienbewertung (FBW) zeichnete den Film 1973 mit dem Prädikat „wertvoll“ aus.
Im gleichen Jahr wurde Gott schützt die Liebenden beim International Film Festival of India in Neu-Delhi gezeigt.
1974 wurde Charly Steinberger für die Kameraführung bei den Filmen Einer von uns beiden und Gott schützt die Liebenden mit dem Filmband in Gold ausgezeichnet.
Zudem erhielt der Film eine Prämie des Bundesministeriums des Innern in Höhe von 200.000 DM.

## Weitere Stoffverfilmung
Unter der Regie von Carlo Rola wurde der Roman als Fernsehfilm im Jahr 2008 neu umgesetzt. Die Hauptrollen spielten Peter Simonischek und Iris Berben.